# Mrakia psychrophila
Mrakia psychrophila är en svampart som beskrevs av M.X. Xin & P.J. Zhou 2007. Mrakia psychrophila ingår i släktet Mrakia och familjen Cyfstofilobasidiaceae.   Inga underarter finns listade i Catalogue of Life.